# А-Ба-Ни-Би
«А-Ба-Ни-Би»; иногда «Абаниби» (ивр. א-ב-ני-בי‎; языковая игра со словом «אני» («ани́»), означающим «я» на иврите) — песня, победившая на Евровидении 1978 года, исполняемая на иврите Изхаром Коэном и группой Alphabeta от Израиля.
Это была первая победа Израиля на конкурсе Евровидение, которая, согласно правилам конкурса, означала, что конкурс на следующий год будет впервые проведён в Израиле, а также что конкурс песни Евровидение впервые пройдёт за пределами географической Европы. По словам автора и историка Джона Кеннеди О’Коннора, вещатели во многих не участвующих арабских странах в Северной Африке и Азии, которые передавали конкурс, вынуждены были сократить трансляцию конкурса, когда стало ясно, что Израиль имеет шансы победить. Иорданское телевидение вырезало трансляцию песни и показывало вместо неё фотографию цветов. Впоследствии иорданские средства массовой информации отказались признать, что Израиль выиграл, и объявили, что победителем стала Бельгия (которая на самом деле заняла второе место).
Телевидение СССР показало несколько фрагментов конкурса в выпуске передачи «Мелодии и ритмы зарубежной эстрады» 12 мая 1978 года, однако включив в неё выступления других 6 участников (из Португалии, Бельгии, Монако, Голландии, Турции и Люксембурга).

## Содержание песни
Песню сочинили поэт-песенник Эхуд Манор и композитор, пианистка и дирижёр Нурит Хирш, которые часто сотрудничали, создавая песни для израильских участников Евровидения, включая и дебютную песню, когда Израиль впервые участвовал в конкурсе 1973 года, заняв тогда 4-е место.
В песне поётся о том, как дети относятся к любви. Коэн поёт, что, подрастая, мы любили тайно, а вежливыми были только с дядями и тётями, в то время, как девочкам мы причиняли одни страдания, а о том, что испытывали на самом деле «Мы шептались только на языке „бет“». Он сравнивает это со взрослой жизнью, где «Любовь — прекрасное слово», и человечество должно «говорить на языке любви», а не на языке секретов. По этой причине в песне используется вторая буква алфавита «бет», согласно детской игре, где каждый слог слова повторяется, с согласной буквой «Бет» и той же гласной буквой, что и в самом слоге. Таким образом, на иврите «a-ni o-hev o-tach» (אני אוהב אותך — Я люблю тебя) становится «a-ba-ni-bi o-bo-he-be-v o-bo-ta-ba-ch».